# نظام التحكم المستودعاتي
في علم السوقيات يشير نظام التحكم المستودعاتي بالإنجليزية Warehouse Control System إلى نظام معلوماتي أو برنامج يشرف على التحركات اللوجستية الحقيقة بشكل مباشر بين المستودعات ومراكز التوزيع للقيام بتفيذ المهام اللوجستية بأكمل وجه ممكن.
وهو يختلف عن نظام إدارة المستودعات Warehouse Management System.